# Tweede Kamerverkiezingen in het kiesdistrict Rotterdam V
Tweede Kamerverkiezingen in het kiesdistrict Rotterdam V geeft een overzicht van verkiezingen voor de Nederlandse Tweede Kamer in het kiesdistrict Rotterdam V in de periode 1897-1918.
Het kiesdistrict Rotterdam V werd ingesteld in 1897, toen het meervoudige kiesdistrict Rotterdam gesplitst werd in vijf enkelvoudige kiesdistricten, Rotterdam I, Rotterdam II, Rotterdam III, Rotterdam IV en Rotterdam V. Tot het kiesdistrict behoorde een gedeelte van de gemeente Rotterdam.
Het kiesdistrict Rotterdam V vaardigde in dit tijdvak per zittingsperiode één lid af naar de Tweede Kamer. 
Legenda
- cursief: in de eerste verkiezingsronde geëindigd op de eerste of tweede plaats, en geplaatst voor de tweede ronde;
- vet: gekozen als lid van de Tweede Kamer.

## 15 juni 1897
De verkiezingen waren algemene verkiezingen; zij werden gehouden na ontbinding van de Tweede Kamer vanwege het bereiken van het einde van de zittingstermijn. 
|                   | 15 juni | 25 juni |
| ----------------- | ------- | ------- |
| Kiesgerechtigden  | 3.355   | 3.355   |
| Opkomst           | 2.684   | 2.748   |
| Geldige stemmen   | 2.653   | 2.718   |
| Blanco stemmen    | 31      | 30      |
| Kandidaten        |         |         |
| E.E. van Raalte   | 1.321   | 1.862   |
| J. Maschek        | 561     | 856     |
| G. van Herwaarden | 387     |         |
| K. Kater          | 323     |         |
| F. van der Goes   | 61      |         |

## 14 juni 1901
De verkiezingen waren algemene verkiezingen; zij werden gehouden na ontbinding van de Tweede Kamer vanwege het bereiken van het einde van de zittingstermijn. 
|                       | 14 juni | 27 juni |
| --------------------- | ------- | ------- |
| Kiesgerechtigden      | 3.983   | 3.983   |
| Opkomst               | 2.804   | 3.351   |
| Geldige stemmen       | 2.747   | 3.327   |
| Blanco stemmen        | 57      | 24      |
| Kandidaten            |         |         |
| E.E. van Raalte       | 876     | 1.632   |
| F.J. van Rijswijk     | 610     | 1.517   |
| S. Muller             | 430     |         |
| J.H. de Waal Malefijt | 409     |         |
| J.T. de Visser        | 281     |         |
| J.A. Bergmeyer        | 141     |         |

## 3 november 1903
Eduard van Raalte, gekozen bij de verkiezingen van 14 juni 1901, trad op 23 oktober 1903 af vanwege zijn benoeming als rijksadvocaat te Rotterdam. Om in de ontstane vacature te voorzien werd een tussentijdse verkiezing gehouden.
|                  | 3 november |
| ---------------- | ---------- |
| Kiesgerechtigden | 4.555      |
| Kandidaten       |            |
| E.E. van Raalte  |            |

Van Raalte was de enige kandidaat; hij werd zonder nadere stemming gekozen verklaard.

## 16 juni 1905
De verkiezingen waren algemene verkiezingen; zij werden gehouden na ontbinding van de Tweede Kamer vanwege het bereiken van het einde van de zittingstermijn. 
|                      | 16 juni | 28 juni |
| -------------------- | ------- | ------- |
| Kiesgerechtigden     | 5.431   | 5.431   |
| Opkomst              | 4.394   | 6.516   |
| Geldige stemmen      | 4.346   | 6.479   |
| Blanco stemmen       | 48      | 37      |
| Kandidaten           |         |         |
| E.E. van Raalte      | 2.136   | 3.422   |
| A. Brummelkamp       | 1.975   | 3.057   |
| J.H.F. van Zadelhoff | 235     |         |

## 6 september 1905
Eduard van Raalte, gekozen bij de verkiezingen van 16 juni 1905, besloot zijn kandidatuur niet te aanvaarden vanwege zijn benoeming als bewindspersoon in het kabinet-De Meester. Om in de ontstane vacature te voorzien werd een naverkiezing gehouden.
|                  | 6 september |
| ---------------- | ----------- |
| Kiesgerechtigden | 5.431       |
| Kandidaten       |             |
| B.B. Wilton      |             |

Wilton was de enige kandidaat; hij werd zonder nadere stemming gekozen verklaard.

## 7 september 1905
Bartel Wilton, gekozen bij de verkiezingen van 6 september 1905, besloot zijn kandidatuur niet te aanvaarden. Om in de ontstane vacature te voorzien werd een naverkiezing gehouden.
|                   | 7 september | 14 september |
| ----------------- | ----------- | ------------ |
| Kiesgerechtigden  | 5.431       | 5.431        |
| Opkomst           | 3.725       | 3.761        |
| Geldige stemmen   | 3.695       | 3.725        |
| Blanco stemmen    | 30          | 36           |
| Kandidaten        |             |              |
| P.R. Mees         | 1.829       | 2.249        |
| J.P. van Term     | 1.372       | 1.476        |
| W.P.G. Helsdingen | 494         |              |

## 11 juni 1909
De verkiezingen waren algemene verkiezingen; zij werden gehouden na ontbinding van de Tweede Kamer vanwege het bereiken van het einde van de zittingstermijn. 
|                   | 11 juni | 23 juni |
| ----------------- | ------- | ------- |
| Kiesgerechtigden  | 7.577   | 7.577   |
| Opkomst           | 5.295   | 5.819   |
| Geldige stemmen   | 5.258   | 5.772   |
| Blanco stemmen    | 37      | 47      |
| Kandidaten        |         |         |
| A. de Jong        | 2.612   | 3.115   |
| E.E. van Raalte   | 1.451   | 2.657   |
| J. ter Laan       | 767     |         |
| S.J.L. van Aalten | 428     |         |

## 24 oktober 1910
Albertus de Jong, gekozen bij de verkiezingen van 11 juni 1909, trad op 20 september 1910 af vanwege zijn benoeming als wethouder van Rotterdam. Om in de ontstane vacature te voorzien werd een tussentijdse verkiezing gehouden.
|                   | 24 oktober | 3 november |
| ----------------- | ---------- | ---------- |
| Kiesgerechtigden  | 7.831      | 7.831      |
| Opkomst           | 4.782      | 5.251      |
| Geldige stemmen   | 4.733      | 5.216      |
| Blanco stemmen    | 49         | 35         |
| Kandidaten        |            |            |
| G.J. de Jongh     | 1.541      | 2.752      |
| H.C. Vegtel       | 2.029      | 2.464      |
| J. ter Laan       | 724        |            |
| C.T. van Deventer | 439        |            |

## 17 juni 1913
De verkiezingen waren algemene verkiezingen; zij werden gehouden na ontbinding van de Tweede Kamer vanwege het bereiken van het einde van de zittingstermijn. 
|                   | 17 juni | 25 juni |
| ----------------- | ------- | ------- |
| Kiesgerechtigden  | 8.828   | 8.828   |
| Opkomst           | 6.805   | 7.240   |
| Geldige stemmen   | 6.736   | 7.159   |
| Blanco stemmen    | 69      | 81      |
| Kandidaten        |         |         |
| J. ter Laan       | 2.103   | 4.011   |
| A. de Jong        | 2.556   | 3.148   |
| D. Fock           | 2.103   |         |
| W. van Ravesteijn | 65      |         |

## 15 juni 1917
De verkiezingen waren algemene verkiezingen; zij werden gehouden na ontbinding van de Tweede Kamer nadat een voorstel tot wijziging van de Grondwet in eerste lezing door Tweede Kamer en Eerste Kamer was aangenomen. 
|                  | 15 juni |
| ---------------- | ------- |
| Kiesgerechtigden | 10.215  |
| Opkomst          | 2.973   |
| Geldige stemmen  | 2.850   |
| Blanco stemmen   | 123     |
| Kandidaten       |         |
| J. ter Laan      | 2.421   |
| L.L.H. de Visser | 429     |

## Opheffing
De verkiezing van 15 juni 1917 was de laatste verkiezing voor het kiesdistrict Rotterdam V. In 1918 werd voor verkiezingen voor de Tweede Kamer overgegaan op een systeem van evenredige vertegenwoordiging met kandidatenlijsten van politieke partijen.